# Steinberger See
Der Steinberger See gehört zum Oberpfälzer Seenland und ist mit einer Fläche von 1,84 km² der größte See der Oberpfalz. Benannt wurde er nach der Gemeinde Steinberg am See, in deren Gemarkung Oder er liegt. Er liegt im Oberpfälzischen Hügelland.

## Geschichte
Nachdem gegen Mitte der 1980er Jahre die Bayerische Braunkohlenindustrie (BBI) den Abbau einstellte, wurde die Tagebaugrube „Steinberger See“ durch das Zurückfahren der Wasserhaltung geflutet. Noch vorhandenes Abbaugerät wurde gesprengt und liegt heute noch auf dem Grund des Sees. Ebenfalls zurückgeblieben sind zwei kleine bewaldete Inseln, welche den See heute in einen Nord- und einen Südteil trennen.
Die Flutung dauerte mehrere Jahre, in denen die BBI die noch erforderlichen Rekultivierungsmaßnahmen voranbrachte. Mittlerweile hat sich aus der einstigen Industriewüste ein See entwickelt, der sich nicht nur in die Landschaft einfügt, sondern zu den Sehenswürdigkeiten der Oberpfalz zählt.
In den letzten Jahrzehnten hat sich am Steinberger See auch der Tourismus eingestellt, was der Region einen gewissen wirtschaftlichen Aufschwung brachte. So haben sich dort neben dem 1987 gegründeten Steinberger Yacht-Club (SYC) auch eine Segelschule, ein Wasserskilift, ein Bootsverleih, ein Freizeitpark für Familien und Kinder, ein Surfclub und zuletzt eine Adventure-Golf-Anlage und eine rund 40 Meter hohe „Erlebnisholzkugel“ mit Aussichtsplattformen, Parcours und einer Riesenrutsche, angesiedelt. Das Freizeitangebot wird durch zahlreiche Restaurants, Wirtshäuser und Cafés ergänzt. Zur Sicherheit der Gäste wurde eine Wasserwachtstation eingerichtet.
Wegen der zunehmenden Verbesserung der Wasserqualität und Sichtweiten in den letzten Jahren hat sich der Steinberger See zu einem der beliebtesten Tauchgebiete in der Oberpfalz entwickelt.

## Wasserqualität
Wie alle Seen des Oberpfälzer Seenlandes, die aus Braunkohlegruben hervorgegangen sind, ist das Wasser auf Grund von Auswaschungen (saure Grubenwässer) sauer. Metalle werden innerhalb kurzer Zeit zersetzt; dies ist beim Bau von Steg- und Slipanlagen von Belang. Wegen der anhaltenden Verbesserung der Wasserqualität nehmen die Fischpopulationen stetig zu. Beobachtet wurden vor allem Barsche und vereinzelte Hechte. Das Gewässer ist sehr sauber, an windstillen Tagen ist eine Sicht bis in eine Tiefe von mindestens 10 Metern möglich. Vereinzelt können dabei am Grund die Wipfel der abgestorbenen Bäume beobachtet werden.
Im Jahr 2013 traten in der Nähe des Sees schwarze Pfützen auf, die einen hohen pH-Wert und eine erhöhte Schwermetallbelastung aufwiesen. Dies wird darauf zurückgeführt, dass in den 1960er Jahren große Mengen giftiger und stark alkalischer Rotschlamm in den leeren Braunkohlegruben abgelagert wurden. Die Wasserqualität des Sees selbst ist jedoch bislang nicht beeinträchtigt. Da Rotschlamm aufgrund der immer noch verbleibenden Natronlauge stark basisch ist, wirken saure Grubenwässer und Rotschlamm bezüglich des pH-Wertes einander wechselseitig entgegen. Dies wurde zu DDR-Zeiten im Lausitzer Seenland auch bewusst angewandt und ist auch heute – jedoch unter deutlich strengeren Umweltauflagen – wieder in der Diskussion für die Rekultivierung der Bergbaufolgelandschaften.

## Freizeitangebote
| - Wakeboard-Anlage mit drei Anlagen - Minigolf - Erlebnisholzkugel - Segelschule - Tauchschule - Yachtclub | - Surfclub - Familienfreizeitpark - Rundweg (ca. 7 km) - Rad- und Wanderwege - Liegewiesen |

## Tauchgebiete
Grundsätzlich ist der gesamte Steinberger See lt. Verordnung des Landratsamtes Schwandorf vom 8. August 2002 (veröffentlicht im Amtsblatt für den Landkreis Schwandorf, Nr. 12 vom 9. August 2002) zum Betauchen freigegeben. Tauchbeschränkungen und -verbote sind hierin auch explizit ausgewiesen. Bei einigen Tauchplätzen gestaltet sich das Erreichen des Ufers wegen fehlender Infrastruktur jedoch schwierig.
Zu nennen sind vier Tauchplätze: Im Nordwesten befindet sich der sog. „Auslauf“. Wegen des flach abfallenden Ufers und zweier Übungsplattformen wird er hauptsächlich von Tauchschulen aus dem Umland Sulzbach-Rosenberg, Schwandorf, Weiden und Regensburg zur Ausbildung genutzt.
Folgt man dem Ufer Richtung Süden erreicht man den Tauchplatz „Rutsch’n“. Vom Einstieg führt eine Betonrinne gleichmäßig abfallend in eine Tiefe bis 36 Meter. Darüber hinaus fällt der See bis zu seiner tiefsten Stelle auf 50 Meter ab. Aufgrund von extremer Kälte und schlechten Sichtweiten in diesen Tiefen sollten diese Stellen jedoch nur von erfahrenen Tauchern aufgesucht werden.
An der südwestlichen Kante des Sees befindet sich der Tauchplatz „Strand/Wald“. Entgegen der Topographie an Land, fällt das Ufer sehr flach ab. Maximal können hier Tiefen um die 15 Meter erreicht werden. Aufgrund der unregelmäßigen Topographie des Geländes gestaltet sich die Orientierung jedoch schwierig.
Am gegenüberliegenden Ufer liegt im Osten der Tauchplatz „MovinGround/Wasserwacht“. Im Funpark ist auch die Tauchschule Steinbergersee angesiedelt. Bei Tiefen bis 21 Meter bieten sich hier ein versunkenes Boot, Statue, aber auch diverse Übungsplattformen an. Das üppige Pflanzenwachstum und der zahlreiche Fischbestand bei meist guten Sichtweiten sind hier die besonderen Merkmale. An dieser Uferseite sind die Tauchverbotszonen (im Wasser) sowie das generelle Tauchverbot vom Badestrand aus zu beachten. Ein Einstieg ist hier deshalb nur über die nichtöffentlichen Plätze Tauchschule/Funpark oder Wasserwacht möglich.
Allen Plätzen gemeinsam ist der sehr schlammige Boden. Deshalb sollte Grundberührung unbedingt vermieden werden, um keinen unnötigen Schlamm aufzuwirbeln. Auch Flossenschläge ein bis zwei Meter über dem Grund bewirken starke Aufwirbelungen.
Gerade im Sommer und Winter sind in den letzten Jahren sehr gute Sichtweiten möglich (bis zu 20 Meter). Auffällig sind neben einem dichten Bewuchs durch grasartige Wasserpflanzen im seichten Bereich bis zehn Meter Überreste von Bäumen, die aus der Zeit des Braunkohletagebaus stammen.

## Bildergalerie

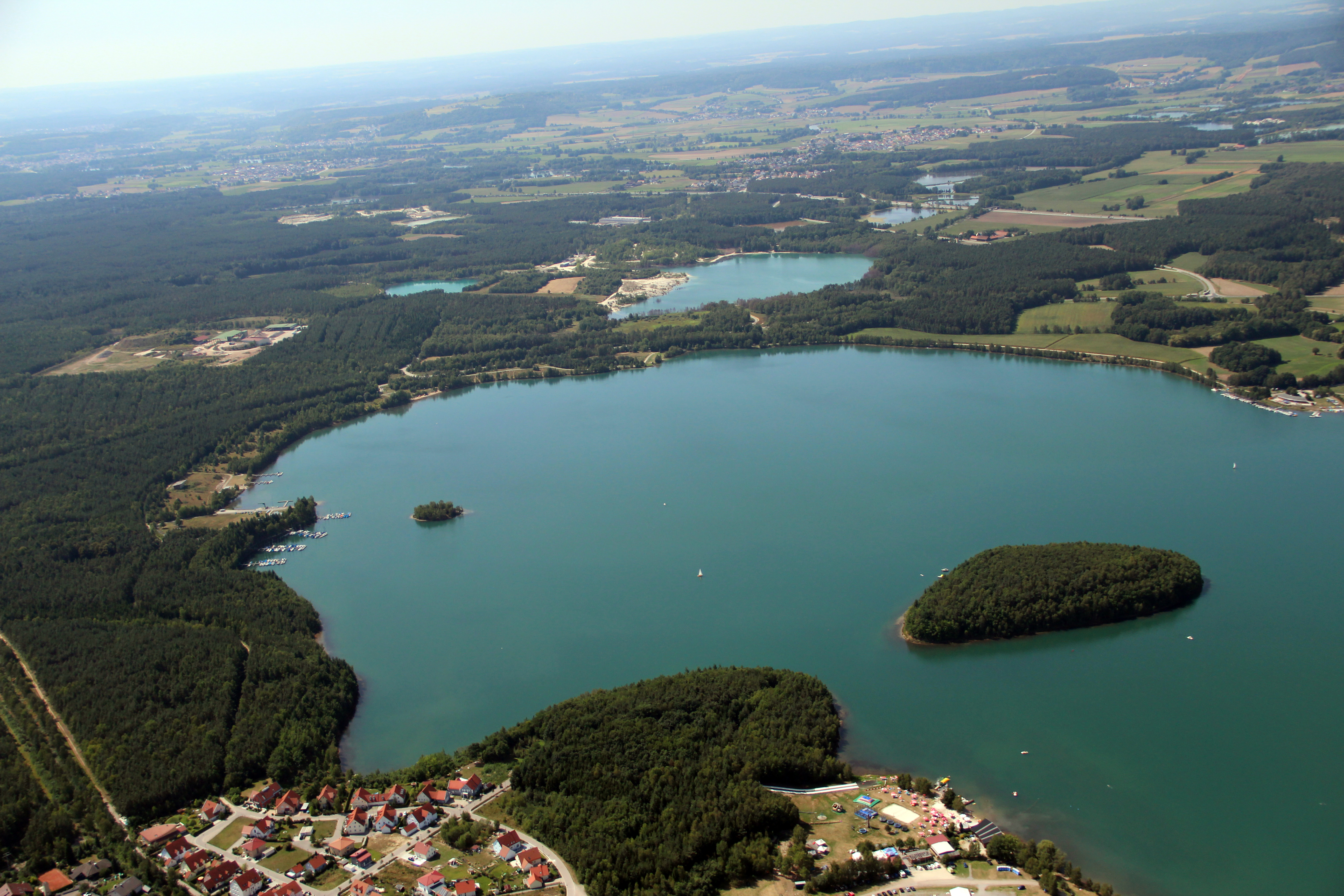
links: Steinberger Yacht-Club e. V., rechter Bildrand: Segelschule Steinberg, unterer Bildrand: Movin’G’round e. V. und BRK – Kreisverband Schwandorf (Wasserwacht) Ortsgruppe Steinberg
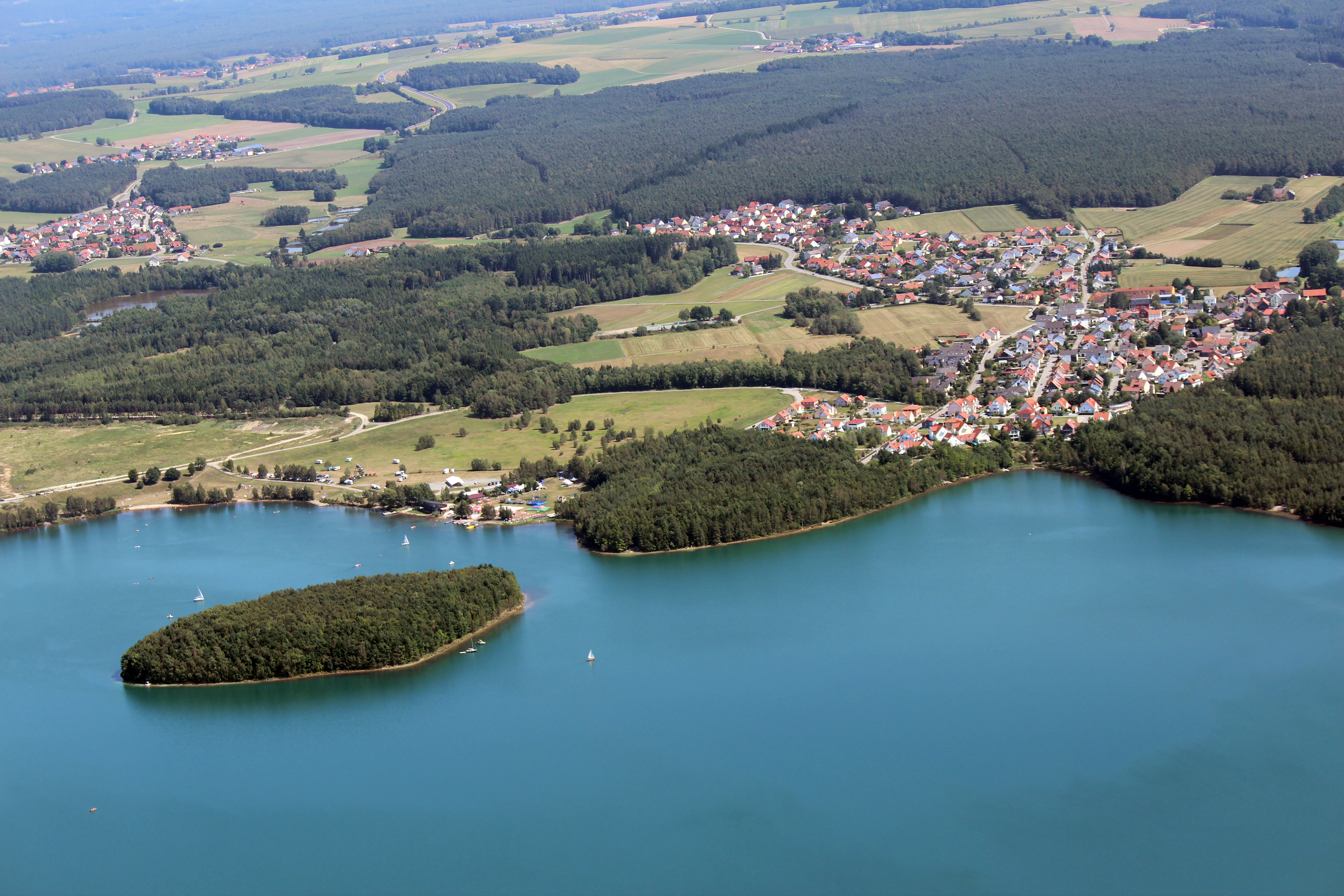
Links (Ufer): Movin’G’round e. V. und BRK – Kreisverband Schwandorf (Wasserwacht) Ortsgruppe Steinberg, rechts: Gemeinde Steinberg am See
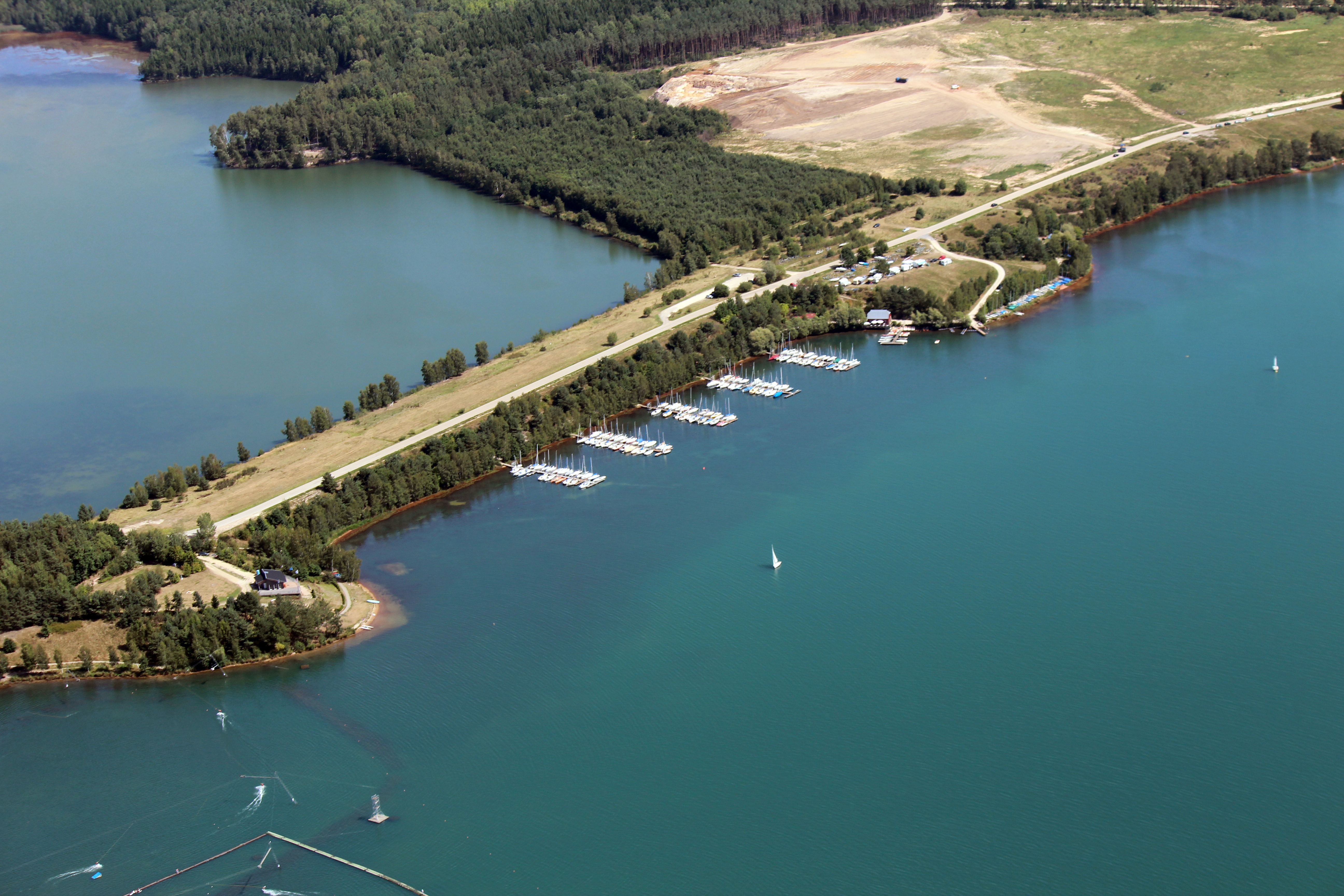
Abbildung: Damm zwischen Steinberger- und Knappensee mit dem Gelände und den Steganlagen der Seetreff Müller GmbH
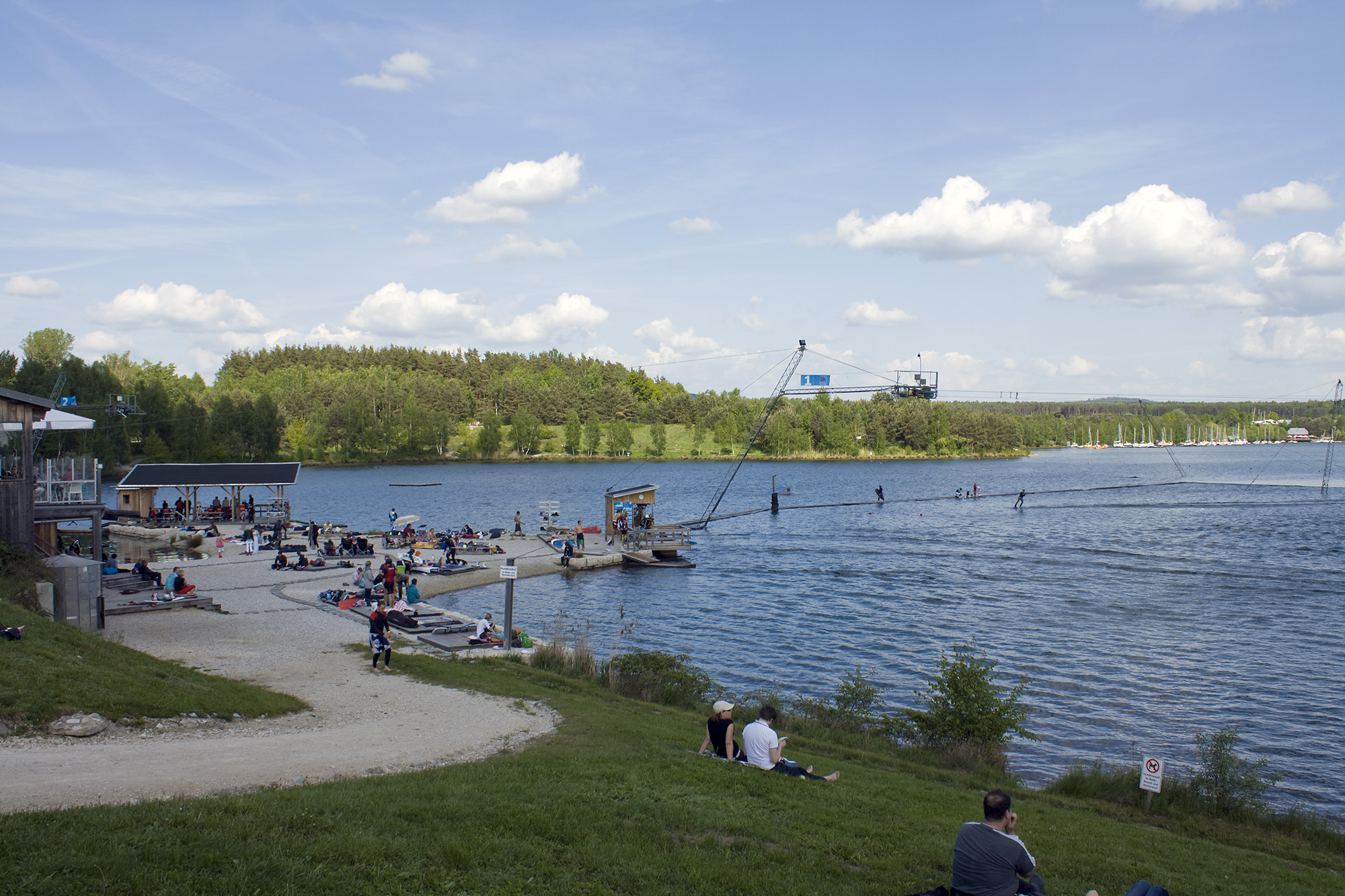
Steinberger See mit Wasserskianlage
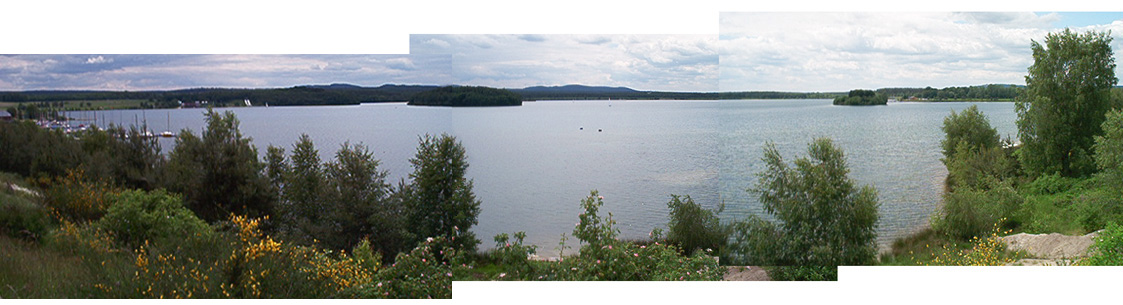
Panorama
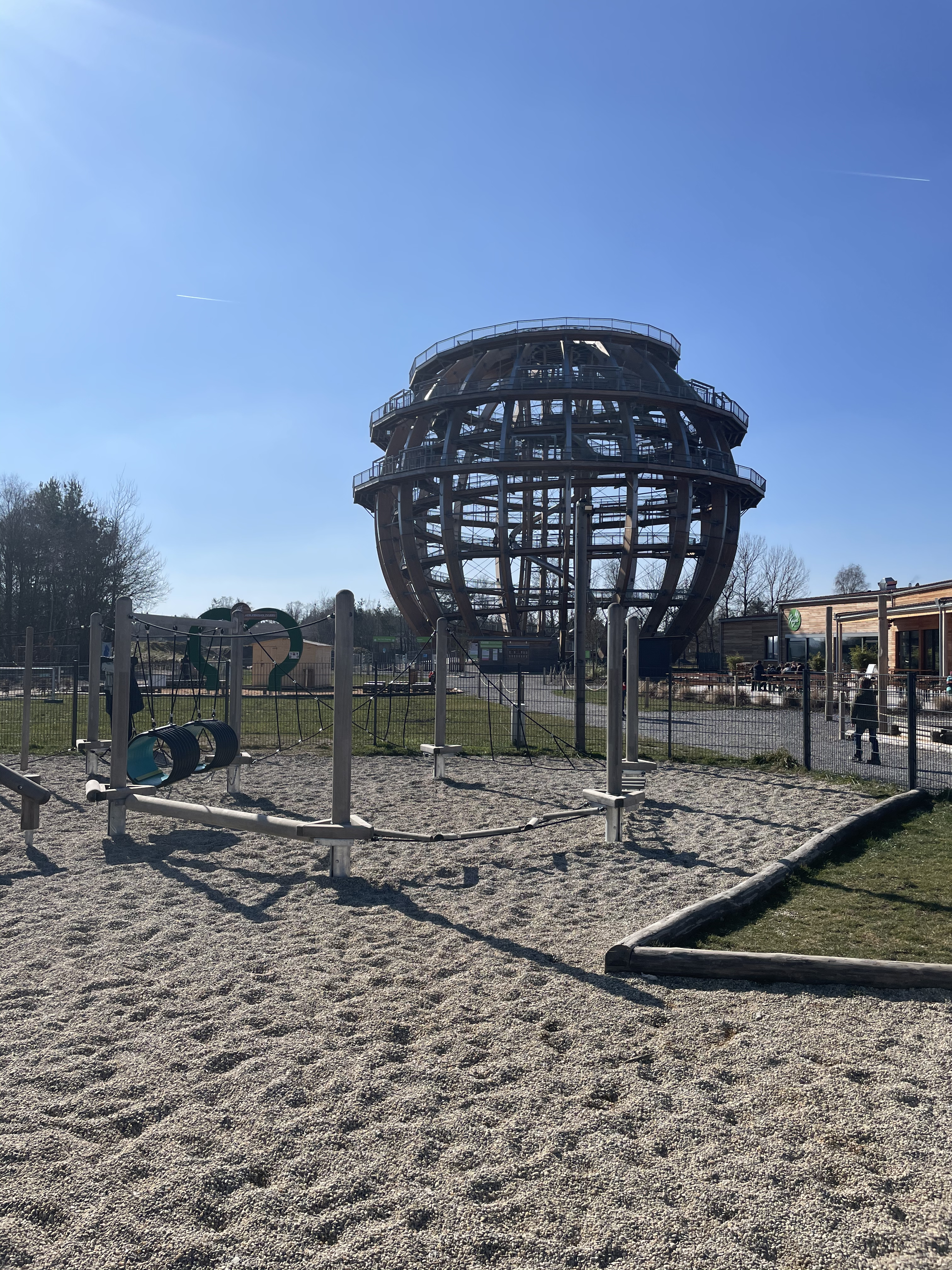
Die Erlebnisholzkugel in unmittelbarer Nähe des Steinberger Sees